# Kühsen
Kühsen ist eine Gemeinde im Kreis Herzogtum Lauenburg in Schleswig-Holstein.

## Geographie
Ortsteile sind Hude, Donnerschleuse (teilweise) und Catharinenhof.

## Geschichte
Das Dorf Kühsen an der Straßenverbindung Lübeck-Berkenthin-Hamburg bzw. später Mölln-Steinhorst-Oldesloe wurde im Jahre 1230 zum ersten Mal urkundlich erwähnt.
Auf Kühsener Gebiet hat man vier steinzeitliche Siedlungsstellen gefunden. Sie liegen auf dem „Sandfelln“ und eine am „Viert“, alle aber an den Abhängen vor der Stecknitzniederung. Außerdem sind eine Reihe von Einzelfunden (Steinbeile, -schaber, -meißel) gemacht und im Kühsener Zuschlag drei Grabhügel festgestellt worden. In das während der Völkerwanderung leer gewordene Land drängten später von Osten her die Wenden ein. Auch der Name Kühsen ist wendischer Herkunft.
Kühsen kam 1889 zum neu gebildeten Amtsbezirk Anker und ist seit 1948 Bestandteil des Amtes Nusse.
Eines der herausragenden Ereignisse der Nachkriegszeit war sicherlich der Fund einer Moorleiche bei Drainagearbeiten in unmittelbarer Ortsnähe am 5. Mai 1960.

## Politik

### Gemeindevertretung
Bei der Kommunalwahl 2023 errang Wir für Kühsen erneut alle neun Sitze in der Gemeindevertretung. Die Wahlbeteiligung betrug 62,2 Prozent.

### Wappen
Blasonierung: In Grün ein silbernes Bauernhaus, belegt mit sieben in den Kreis gestellten roten Rechtecken, darunter ein breiter silberner Wellenbalken, belegt mit einem schräglinks abgewinkelten roten Balken.